# Friesenheim (Baixo Reno)
Friesenheim é uma comuna francesa na região administrativa de Grande Leste, no departamento Baixo Reno.